# Ucraïna Dniéper
Ucraïna Dnièper (en ucraïnés: Наддніпрянщина, Naddnipryansxyna), fou el territori d'Ucraïna en l'Imperi Rus (Petita Rússia), que correspon gairebé a l'actual territori d'Ucraïna, amb les excepcions del mar Negre de la península de Crimea (part de la Ucraïna Soviètica en 1954) i en l'oest Galítsia, la qual va ser una província de l'imperi austríac. A vegades se li diu la Gran Ucraïna (Velyka Ukraïna) per als galitsians.